# Impasse des Échasses
L'impasse des Échasses (en alsacien : Stelzegässel) est une voie de Strasbourg rattachée administrativement au quartier Centre. Sans issue, elle s'ouvre dans la rue des Échasses, là où celle-ci forme un angle droit avant de reprendre son tracé vers le sud.

## Histoire et toponymie
Sur l'emplacement de la ruelle actuelle, différentes constructions — notamment un couvent pour femmes —, ainsi qu'un puits y sont mentionnés dès XVe siècle.
Nommée « impasse des Échasses » en 1856, elle prend le nom allemand Stelzengässchen en 1882 et 1940, avant de reprendre son nom actuel en 1918 et 1945.
Comme pour la rue des Échasses, elle doit son nom à la corporation de l'Échasse (Zunft zur Steltz), une puissante « tribu » d'orfèvres, de relieurs et de cartiers, qui avait son poêle (siège) entre l'actuel no 15 de la rue du Dôme et les actuels nos 2-4 de la rue des Échasses.

## Bâtiments remarquables

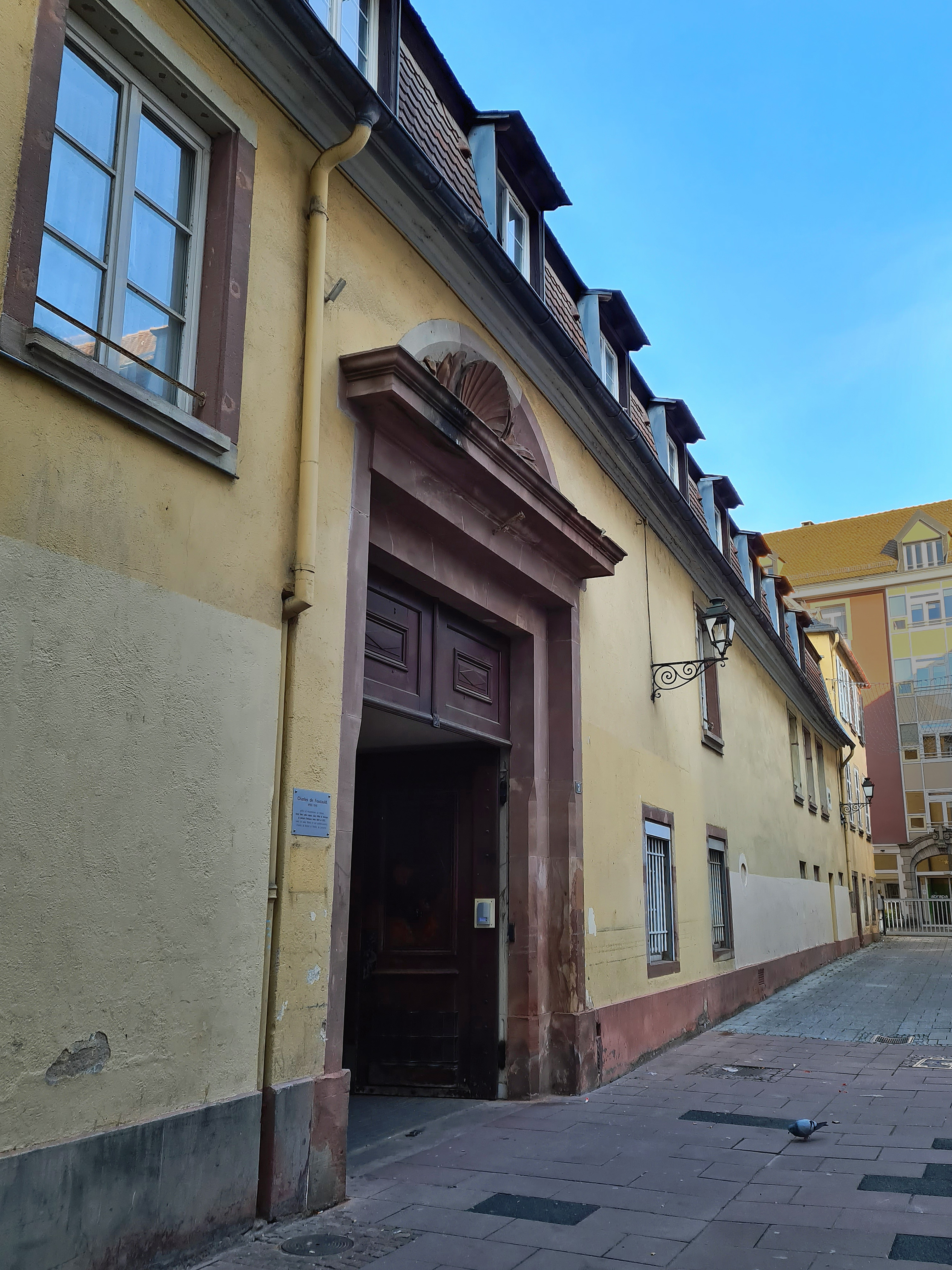
Le côté pair de l'impasse, le long du foyer Notre-Dame.

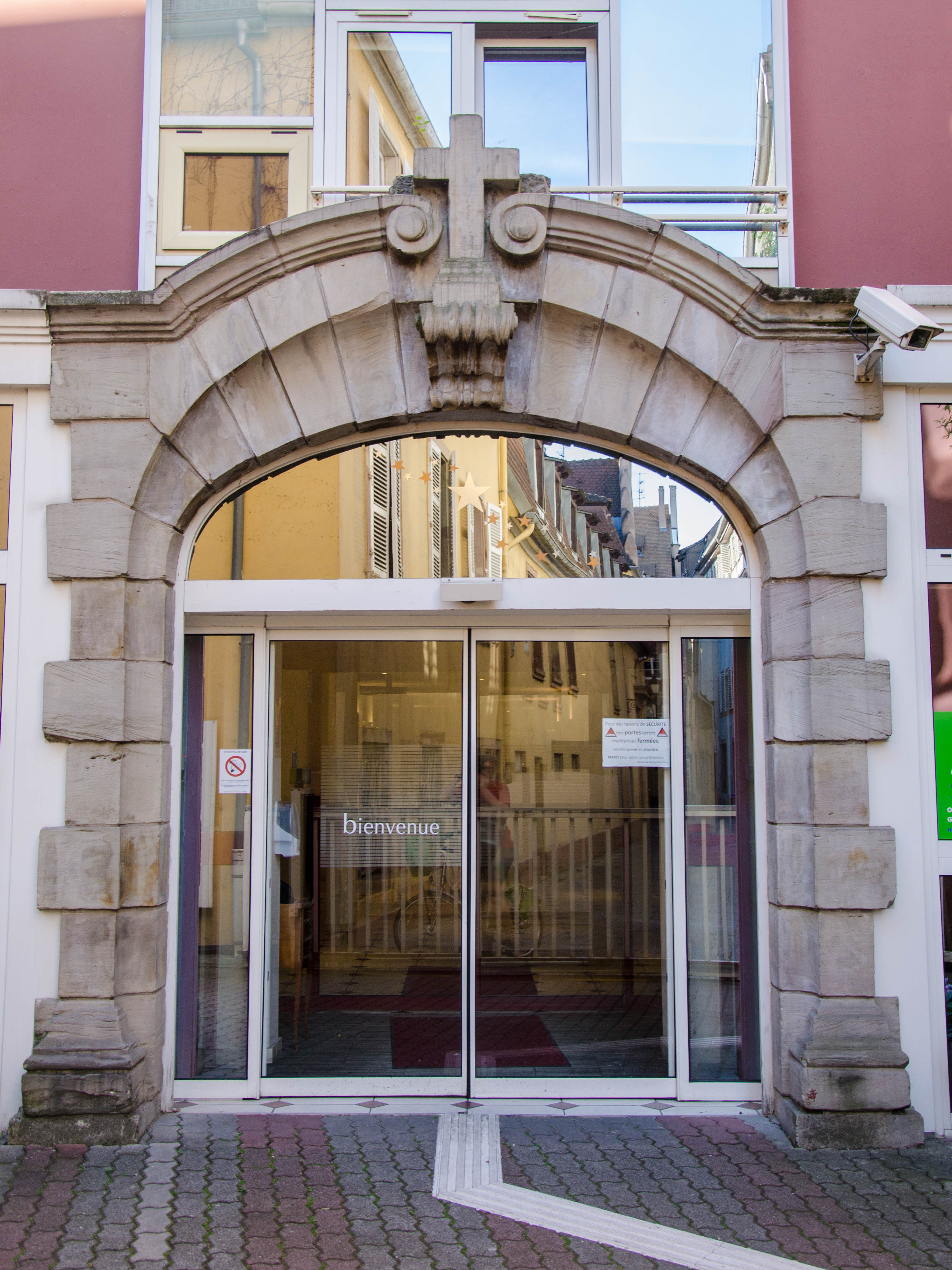
Réemploi de l'ancien portail à l'entrée du no 3.

### Côté pair
Sur ce côté, l'impasse longe le bâtiment du XVIIIe siècle qui abrite depuis 1903 le foyer Notre-Dame, un lieu d'accueil pour des populations vulnérables, à l'origine les travailleuses originaires du milieu rural, puis la jeunesse, les demandeurs d'asile et les réfugiés.

### Côté impair
no 1 (ancien no 9)Cette maison faisait partie du no 6 de la rue Brûlée jusqu'au début du XVIIIe siècle. Elle a abrité une auberge à l'enseigne du Grand-Turc (1740), également un établissement de bains médicinaux (Kräuterbad der Wittwe des Dr. Buchner), puis des artistes, deux femmes peintres, et, au moment de la guerre de 1870, l'atelier de peinture sur verre de Baptiste Petit-Gérard, qui travailla à la restauration des vitraux de la cathédrale Notre-Dame de Strasbourg.
no 3a (ancien no 10)Au fond de l'impasse se trouve la maison de retraite médicalisée Saint-Arbogast (EHPAD Abrapa Saint-Arbogast), qui a ouvert ses portes en 1991. Le bâtiment principal a été reconstruit en 1995. À l'entrée, il réemploie l'ancien portail du XIXe siècle. Une cave médiévale repose sur des colonnes à chapiteau.